# Pointe de Saint-Nicolas
Ne doit pas être confondu avec Pointe Saint-Nicolas (Groix).
La pointe de Saint-Nicolas est une presqu'île du golfe du Morbihan, sur la commune d'Arzon (Morbihan), en France.

## Géographie
Située sur la presqu'île de Rhuys, la pointe de Saint-Nicolas s'étend dans l'axe nord-est sud-ouest. Elle est longue d'environ 500 mètres, sur 150 mètres de largeur. 
Elle fait face à la pointe de Nioul au nord-est, située sur l'île-aux-moines, une des îles du golfe du Morbihan.